# Desertoniscus zenkevitschi
Desertoniscus zenkevitschi is een pissebed uit de familie Trachelipodidae. De wetenschappelijke naam van de soort is voor het eerst geldig gepubliceerd in 1945 door Bortuzkii.